# Goran Bogdan
Goran Bogdan (Lištica, 2 de octubre de 1980) es un actor croata de cine y televisión. Ha aparecido en más de 40 películas desde 2005.
Ha aparecido en algunas series de televisión en el Reino Unido y en Estados Unidos como Goltzius and the Pelican Company (2012) y Fargo en su tercera temporada. Protagonizó la serie de televisión de The Last Panthers junto a Samantha Morton y John Hurt.

## Filmografía

### Cine
| Año  | Título                                   | Rol            | Notas          |
| ---- | ---------------------------------------- | -------------- | -------------- |
| 2007 | Za naivne djecake                        | Dario Simic    | Corto          |
| 2008 | Iza stakla                               | Radnik         |                |
| 2009 | Dirty Little Bubbles                     | Suprug / Papak | Corto          |
| 2010 | Neke druge price                         | Marin          |                |
| 2010 | The Show Must Go On                      | Vojnik         |                |
| 2010 | Harakiri djeca                           |                | Corto          |
| 2010 | Sampion                                  | Mladi vojnik   | Corto          |
| 2011 | View from a Well                         | Marin          | Corto          |
| 2011 | Pink Express                             | Gogo           | Corto          |
| 2011 | Noc za Dvoje                             | Goran          | Corto          |
| 2011 | Romkom                                   |                | Corto          |
| 2012 | Iris                                     |                | Corto          |
| 2012 | Sonja and the Bull                       | Ante           |                |
| 2012 | Ivo                                      | Davor          | Corto          |
| 2012 | Goltzius and the Pelican Company         | Gottlieb       |                |
| 2012 | Tockica na nosu                          |                | Corto          |
| 2013 | The Priest's Children                    | Jure           |                |
| 2013 | Soba 3                                   |                | Corto          |
| 2013 | Moj sin samo malo sporije hoda           | Tin            |                |
| 2013 | Majstori                                 | Ilija          |                |
| 2014 | Number 55                                | Tomo           |                |
| 2014 | The Kids from the Marx and Engels Street | Stanko         |                |
| 2014 | Takva su pravila                         | Doktor         |                |
| 2015 | Bićemo prvaci sveta                      | Nikola Pleces  |                |
| 2015 | Imena visnje                             |                |                |
| 2015 | Svinjari                                 |                |                |
| 2015 | Goran                                    |                |                |
| 2015 | Nasa svakodnevna prica                   |                | Postproducción |
| 2017 | Allinclucive                             |                |                |

### Televisión
| Año       | Título                 | Rol              | Notas |
| --------- | ---------------------- | ---------------- | ----- |
| 2005      | Zabranjena ljubav      | Odvjetnik Culjak |       |
| 2007      | Obicni ljudi           | Nebojsa          |       |
| 2007      | Operacija Kajman       | Ivo Spankovic    |       |
| 2007      | Cimmer fraj            | Marko            |       |
| 2008      | Luda kuca              | Jozo             |       |
| 2008      | Ponos Ratkajevih       | Strazar          |       |
| 2007-2008 | Zauvijek susjedi       | Andrej           |       |
| 2008      | Odmori se, zasluzio si | Nikola           |       |
| 2009      | Mamutica               | Darko            |       |
| 2009      | Bitange i princeze     | Ozren            |       |
| 2013      | Stipe u gostima        | Boris            |       |
| 2013      | Na terapiji            | Jozo             |       |
| 2015      | The Last Panthers      | Milan            |       |
| 2016      | Vere i zavere          | Sergije          |       |
| 2017      | Fargo                  | Yuri Gurka       |       |
| 2017      | Senke nad Balkanom     | Mustafa Golubić  |       |